# Zeulenroda-Triebes
Zeulenroda-Triebes er en by i Landkreis Greiz i delstaten Thüringen i Tyskland med 18.000 (2006) indbyggere. Den ligger syd for Gera.

## Ekstern henvisning
- Wikimedia Commons har flere filer relateret til Zeulenroda-Triebes
- Officielt websted (på tysk)
- Landkreis Greiz